# Бела Црква (Костур)
Бела Црква (грч. Ασπροκκλησιά) је насељено место у општини Рупишта у периферији Западна Македонија, Грчка. Према попису из 2021. године било је 332 становника.
Према бугарском географу и историчару, Василу Канчову, у Белој Цркви је 1900. године живело 210 Словена хришћана. Македонски историчар Тодор Симовски, 1998. године наводи да је Бела Црква словенско насеље.